# Eilema prabhasana
Eilema prabhasana är en fjärilsart som beskrevs av Embrik Strand 1922. Eilema prabhasana ingår i släktet Eilema och familjen björnspinnare. Inga underarter finns listade i Catalogue of Life.